# Timo Piredda
Timo Piredda (12 december 2000) is een voormalige Belgische radiopresentator bij MNM.
In september 2020 begon Piredda aan zijn carrière bij MNM als een van de nieuwe stemmen van het programma MNM Late Night. Sinds september 2022 is hij niet meer te horen op de zender.